# Jean Mondielli
Jean Baptiste Pierre Mondielli (Besiers, 13 de setembre de 1882 - Niça, 31 de maig de 1955) va ser un tirador d'esgrima i pentatleta modern francès que va competir a començaments del segle xx.
El 1920 va prendre part en els Jocs Olímpics d'Anvers, on guanyà la medalla de plata en la prova de sabre per equips del programa d'esgrima. En aquests mateixos Jocs disputà la competició del pentatló modern, que finalitzà en dinovena posició.